# Nadiem Amiri
Nadiem Amiri (Ludwigshafen, 27 de outubro de 1996) é um futebolista profissional alemão de origem afegã que atua como meia-atacante. Atualmente joga no Mainz 05.

## Carreira

### 1899 Hoffenheim
Nadiem Amiri começou a carreira no Hoffenheim em 2012, vindo do Waldhof Mannheim . Ele estreou na Bundesliga em 7 de fevereiro de 2015 contra o VfL Wolfsburg em uma derrota fora de casa por 3-0. Amiri registrou seu primeiro gol da temporada e para seu clube em um empate por 3 a 3 com o Borussia Mönchengladbach em 28 de novembro.  Em 30 de abril de 2016, ele marcou o gol da vitória aos 84 minutos para derrotar o FC Ingolstadt 04 com uma vitória por 2 a 1.  Em 12 de junho de 2017, ele assinou uma extensão de contrato que dura até 2020.  Em 20 de outubro, Amiri marcou um gol na vitória sobre o Istambul Başakşehir FK a UEFA Europa League por 3-1 e selou a primeira vitória de seu clube na Europa. 

### Bayer 04 Leverkusen
Nadiem assinou um contrato de cinco anos com o Bayer Leverkussen em julho de 2019. Atualmente veste a camisa 11 do clube.

## Títulos
Bayer Leverkusen
- Bundesliga: 2023–24

Alemanha
- Campeonato Europeu Sub-21: 2017

### Prêmios individuais
- Equipe da Temporada da Bundesliga (Kicker): 2024–25[1]